# Espectáculo de luces láser

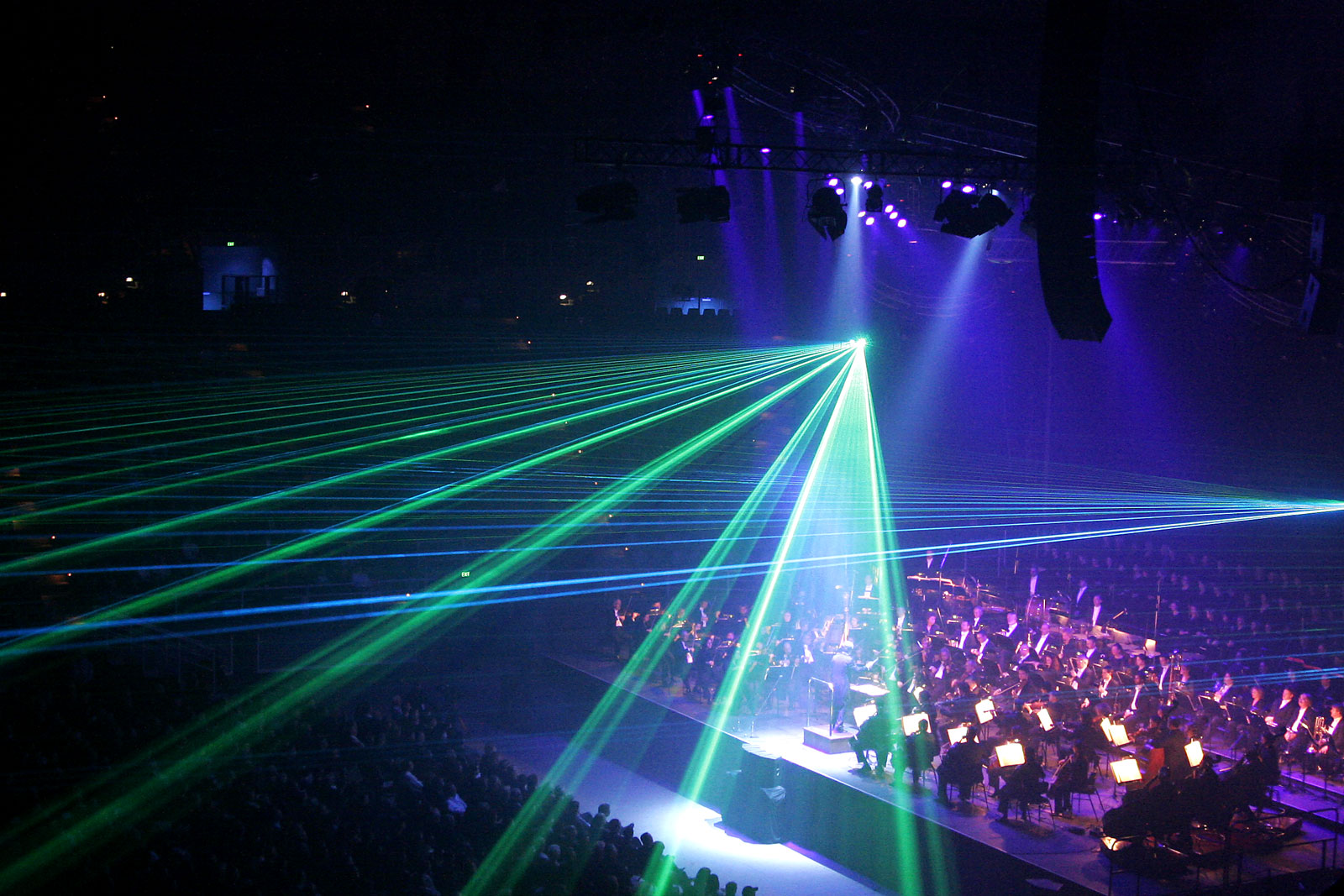
Un espectáculo de láseres en vivo.

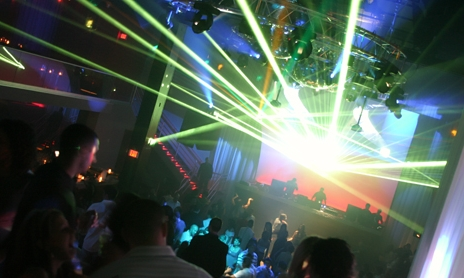
Luces láser en un festival al sur de Florida en febrero de 2006.

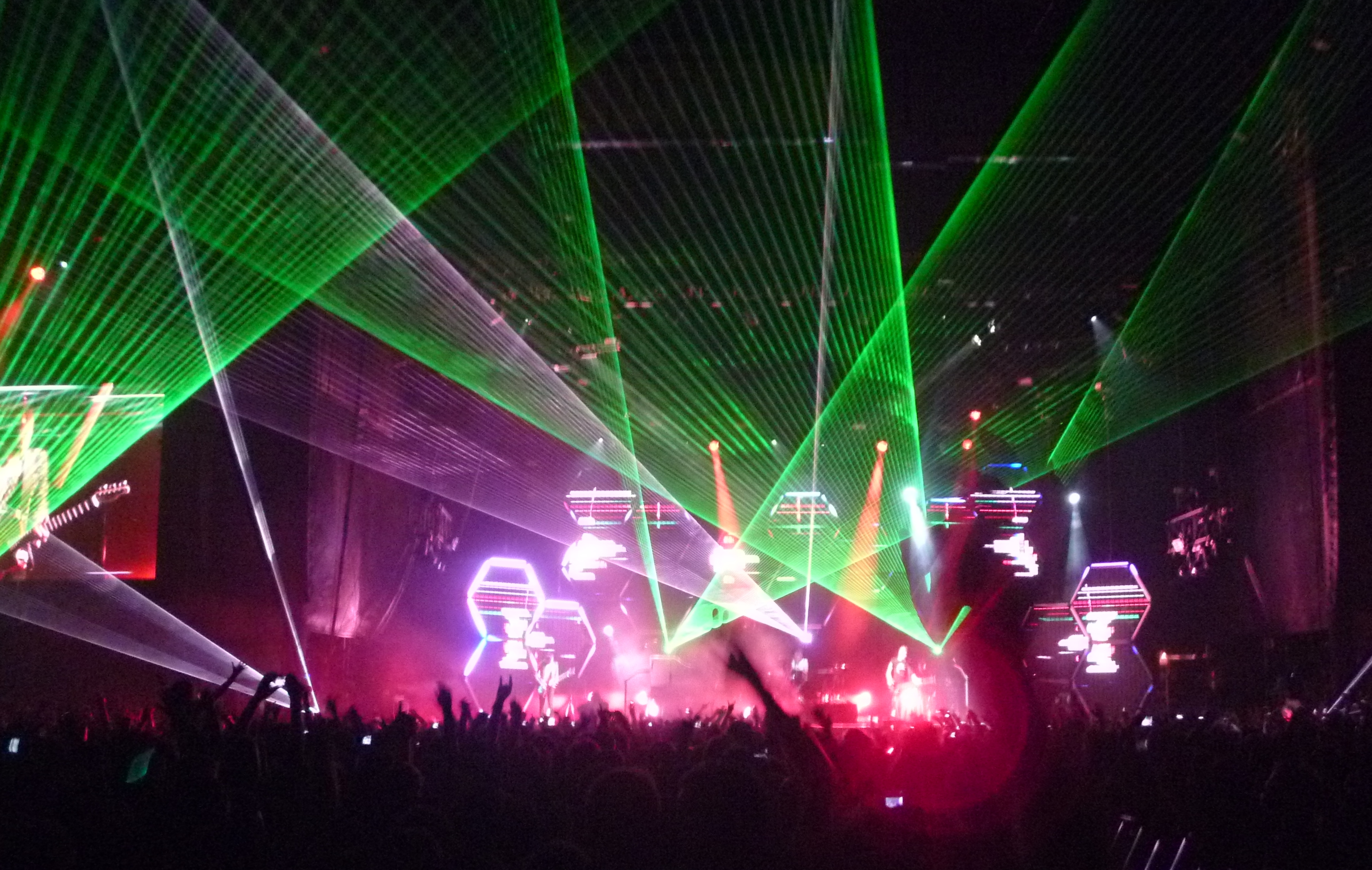
Muse en el escenario del Outside Lands Music and Arts Festival en San Francisco, 13 de agosto de 2011.

Una espectáculo de luces láser o iluminación láser implica el uso de luz láser para entretener a una audiencia. Estos espectáculos pueden consistir únicamente en haces de luz láser proyectados al son de la música, o puede acompañar otra forma de entretenimiento, normalmente actuaciones musicales.
La luz láser es útil en estos espectáculos porque permite producir un haz estrecho, lo que permite el uso del escaneo óptico para dibujar patrones o imágenes en paredes, techos u otras superficies, incluso en el humo suspendido en el aire, sin tener que reenfocar las diferencias de distancia, como es común en la proyección de video. Este haz, inherentemente más enfocado, también es extremadamente visible y suele utilizarse como efecto. A veces los rayos «rebotan» en diferentes posiciones con espejos para crear esculturas láser.

## Funciones

### Escaneo
Los escáneres láser reflejan el rayo láser en pequeños espejos que están montados en galvanómetros a los que se aplica un voltaje de control. Dos escáneres galvanómetros pueden permitir voltajes de control XY para apuntar el rayo en cualquier dirección de un cuadrado. Esto se llama escaneo vectorial. Esto permite al diseñador de iluminación láser crear patrones como figuras de Lissajous (como las que suelen mostrarse en osciloscopios); otros métodos de creación de imágenes mediante el uso de escáneres galvanométricos y voltajes de control XY pueden generar letras, formas e incluso imágenes más elaboradas. Un rayo móvil plano o cónico dirigido a través del humo puede mostrar un plano o cono de luz conocido como efecto «túnel láser».

### Difracción
Una forma menos complicada de propagar el rayo láser es mediante difracción. Una red divide la luz monocromática en varios rayos y, mediante el uso de hologramas, que son en esencia redes de difracción, el haz se puede dividir en varios patrones.
La difracción utiliza algo conocido como el principio de Fresnel-Huygens. La idea básica es que en cada frente de onda existe una ondícula esférica de luz que se propaga hacia adelante. El frente de onda inicial se manifiesta en línea recta, como si el sujeto estuviera viendo una ola que viene hacia él en el agua. La difracción es el método principal con el que funcionan muchos proyectores láser simples. La luz se proyecta hacia varios puntos.

### Haces de luz estáticos
Se utilizan rayos estacionarios ininterrumpidos de uno o más emisores láser para crear efectos de rayos aéreos, que se encienden y apagan a intervalos variables para crear una sensación de movimiento. Como el rayo láser no se manipula de ningún modo, ésta podría considerarse la forma más simple de espectáculo de luces láser y también la menos dinámica. Aunque este método no se suele utilizar hoy en día, debido a la disponibilidad de escáneres, estos espectáculos fueron precursores de los espectáculos de luces láser actuales. 

## Seguridad
Algunos láseres pueden causar daño ocular si se apuntan directamente a los ojos o si alguien mira directamente a un rayo láser estacionario. Algunos láseres de alta potencia también pueden llegar a causar quemaduras o daños en la piel si se dirige suficiente energía al cuerpo humano, a una distancia lo suficientemente cercana y durante un tiempo prolongado. En algunos festivales o espectáculos se realizan escaneos de  audiencia mediante láser. En estos casos, se supone que el espectáculo debe estar diseñado y analizado para mantener el rayo en movimiento, de modo que ningún individuo de la audiencia reciba jamás una cantidad dañina de energía láser.
Los láseres particulares utilizados al aire libre pueden suponer un riesgo de deslumbramiento para pilotos de aeronaves si una luz demasiado brillante entra en la cabina. En EE. UU., el uso de láseres en exteriores está regulado conjuntamente por la FDA y la Administración Federal de Aviación. En Europa la normativa EN60825 es la referencia relativa a la conformidad de los equipos de todas las industrias de producción de fuentes láser.

## Historia
Uno de los pioneros en el uso del láser en producciones multimedia fue el artista polaco-australiano Joseph Stanislaus Ostoja-Kotkowski, cuyas exploraciones de sus posibilidades artísticas en la Universidad de Stanford, California, y más tarde en el Weapons Research Establishment de Salisbury, Australia del Sur, condujeron a su innovador espectáculo de «Imagen y sonido» en el Festival de las Artes de Adelaida de 1968.
Los espectáculos con luces láser se popularizaron a principios de la década de 1970 y se convirtieron en una forma de entretenimiento psicodélico, generalmente acompañado de una actuación musical en directo en un escenario o música pregrabada. The Who, Pink Floyd, Led Zeppelin, Genesis y Electric Light Orchestra estuvieron entre los primeros grupos de rock de alto perfil que utilizaron láseres en sus conciertos a mediados de la década de 1970. Blue Öyster Cult utilizó espectáculos de láser en las giras que promocionaron su álbum Spectres, que muestra un retrato escenificado de los miembros de la banda sentados entre los rayos láser, y Electric Light Orchestra hizo uso de láseres durante su gira Out of the Blue de 1978, que también presentó el famoso «Flying Saucer». En la actualidad, esto está muy regulado en los EE. UU., hasta el punto de que casi ningún espectáculo en ese país tiene rayos láser que se dirijan hacia el público o se acerquen a él.
Durante la fase de distanciamiento social de la pandemia de COVID-19, algunos autocines ofrecieron espectáculos de láser. Una empresa gestionó más de 400 espectáculos de láser en autocines de todo Estados Unidos hasta agosto de 2021.